# Царёв, Игорь Вадимович
Игорь Вадимович Царёв (наст. фам — Могила) (11 ноября 1955 года, пос. Гродеково, ныне Пограничный Приморского края — 4 апреля 2013 года, Москва) — русский поэт, журналист, бард, член Союза писателей России и Союза журналистов Москвы, лауреат премии «Поэт года» 2012, 1-е место (в рамках проекта Стихи.ру).

## Биография
Детство и юность провёл в Хабаровске, учился в математической школе. Окончил Санкт-Петербургский государственный электротехнический университет. По распределению попал в Москву, до 1982 года работал инженером-конструктором. C 1983 года ушёл в журналистику. Два года проработал в газете «Московский комсомолец». Перешёл на работу в газету «Труд». С 1985 по 1989 годы занимал должность корреспондента отдела информации, физкультуры и спорта, с 1989 по 1998 годы был заместителем редактора, затем исполняющим обязанности редактора этого отдела. С 1998 года работал ответственным секретарем еженедельника «Труд-7». С 2007 года работал в «Российской газете» ответственным редактором еженедельника «Российская газета — Неделя». Автор более 400 публикаций и 12 научно-популярных книг, выпущенных издательствами «Советский писатель», «ГОЛОС», «РИПОЛ классик», «АиФ-Принт», «ОЛМА». В 2001 году принят в Союз писателей России как прозаик. В 2002 году Московская организация Союза Писателей России выпустила его первую книгу стихов «Море камни не считает». В 2011 году в Киеве издана книга стихов «Соль мажор». Лауреат российских и международных поэтических конкурсов. Подборки с его стихами публиковали и продолжают публиковать российские и международные литературные журналы и альманахи «Поэзия», «Воскресенье», «Заблудившийся трамвай», «45-я параллель», «Ковчег», «Сибирские огни», «Дальний Восток», «Каштановый дом», «Чайка», «Окна», «АКМЕ», «Лит-э-лит» и другие.
Победитель поэтических конкурсов «Споёмте, друзья — 2008», «Серебряный стрелец −2008», «Заблудившийся трамвай — 2011», международного конкурса художественного творчества «По Чехову», номинации «Большая поэзия» Международного Всероссийского фестиваля авторской песни имени Валерия Грушина 2013 года, обладатель Гран-при международного конкурса «45-й калибр», приза президента Союза писателей XXI века, приза литературно-музыкального салона «Дом Берлиных» 2013 года. Награждён «Золотой Есенинской медалью», медалью А. С. Грибоедова, дипломами «Золотое перо Московии», «Золотое перо Руси», «За верное служение Русской культуре и литературе», имени В. И. Вернадского, имени А. А. Блока.
Лауреат национальной литературной премии «Поэт года» за 2012 год (1-е место). Эту награду он получил незадолго до смерти. Игорь Царёв внезапно скончался 4 апреля 2013 года в Москве, на рабочем месте — в редакционном кабинете «Российской газеты». Похоронен на Ховринском кладбище (округ Мытищи), уч. 1.

## Наследие
В 2014 году в Москве издана книга «Любя и веря вопреки», куда вошли более 400 стихов Игоря Царёва, а также поэтические отклики читателей на смерть поэта. Книга вышла в Серии "Лауреаты национальной литературной премии «Поэт года».
11 ноября 2013 года учреждена ежегодная международная литературная премия имени Игоря Царёва.
С 21 декабря 2013 года проводится ежегодный международный конкурс имени Игоря Царёва, в номинации «Поэзия» которого принимают участие авторы из России и других стран.
В 2014 году вышла книга об Игоре Царёве «Ангел из Чертаново», написанная женой поэта — писателем и публицистом Ириной Царёвой.
4 апреля 2014 года на могиле поэта на Ховринском кладбище в Бородино открыт памятник работы скульптора Игоря Лукшта.
В ноябре 2015 года организованы Первые Царёвские чтения в ВУЗах Хабаровска.
В 2015 году во Владивостоке под патронажем Департамента культуры Приморского края прошёл краевой литературный конкурс имени Игоря Царёва. В Музыкально-литературном салоне «Дом Берлиных» (США, Лос-Анджелес) состоялся вечер памяти Игоря Царёва. В 2014 году в Ганновере (Германия) прошёл открытый чемпионат по русской словесности, посвященный памяти Хилины Кайзер и Игоря Царёва. В 2015 году профессор Анатолий Ливри провел курс семинаров со студентами Университета в Ницце по творчеству Игоря Царёва.
4 апреля 2016 года в Хабаровске на здании школы № 15, где учился Игорь Царёв, открыта мемориальная доска.